# Dondinho
João Ramos do Nascimento (2 tháng 10 năm 1917 - 16 tháng 11 năm 1996, có biệt danh Dondinho) là một cầu thủ tiền đạo trung tâm của bóng đá Brazil. Ông là cha, người cố vấn, huấn luyện viên của huyền thoại bóng đá người Brazil Pelé. Trong sự nghiệp chơi bóng của riêng mình, Dondinho đã chơi cho một số câu lạc bộ nhỏ, có cơ hội chơi cho Atlético Mineiro, nhưng ông đã bị chấn thương nặng trong trận đấu đầu tiên. Ông trở cầu thủ ghi bàn chính cho Bauru, và giành cúp Campeonato do Interior năm 1946.
Ông đã phải nghỉ hưu vì chấn thương, trở thành người dọn dẹp bệnh viện, tại đó Pelé đã giúp đỡ ông hết mức có thể. Khi họ đang làm việc trong phòng bệnh, Dondinho đã hồi tưởng về những cầu thủ nổi tiếng Anh ta từng đối mặt, thậm chí nói về anh trai của mình, người đã thể hiện tiềm năng phi thường với tư cách một cầu thủ bóng đá, nhưng đã chết ở tuổi 25. Anh cũng từng ghi 5 bàn qua các tiêu đề trong một trận đấu.